# Llama Martial
Le Llama Martial était un revolver de calibre .38 Special produit par Llama Gabilondo y Cia SA sur le modèle du Smith & Wesson M&P de 1969 à 2005. Le Martial est toujours produit sous licence par les Indumil colombiennes.

## Mécanisme
Par rapport à son modèle US, la particularité du  revolvers Llama est la sécurité du percuteur qui se trouve logée dans la carcasse; bien avant ses concurrents elle innova donc dans des revolvers aux sécurités multiples.

## Données technique Llama-Indumil Martial
- Fonctionnement : double action
- Visée : mire métallique
- Matériaux  : acier
- Munition :.38 Special
- canon : 10 cm
- longueur : 23,5 cm
- Masse à vide :  1,07 kg
- Variantes : versions à canon de 5, 7,5 et 15 cm

## Dérivés
- Un revolver similaire à canon lourd sans bande ventilée, chambré en .38 Special, appelé "MARTIAL POLICE". Repris par les Indumils sous le nom de Cassidy. Canon de 3 et 4 pouces (21-23 cm de long pour 1020- 1050 g).
- Un revolver à canon de 5 cm dénommée Llama Scorpio (18 cm/850 g). Continue à être produit en Colombie.

## Diffusion
Il fut vendu en grand nombre en Amérique latine (notamment aux policiers colombiens agissant en tenue civile) et aux États-Unis sur le marché de la défense personnelle.

## Sources francophones
- R. Caranta, Les Armes de votre Défense, Balland, 1977
- J. Huon, Un Siècle d'Armement mondial, tome 3, Crépin-Leblond,1977.
- J. Huon, Encyclopédie de l'Armement mondial, tome 3, Grancher, 2012.